# Diane Lockhart
Diane Lockhart és un personatge de la sèrie televisiva de la CBS The Good Wife representada per l'actriu Christine Baranski, que ha rebut bones crítiques per la seva actuació, en ser nomenada sis cops consecutius als premis Emmy a la millor actriu secundària en sèrie dramàtica. El personatge retorna com a protagonista principal en la sèrie derivada The Good Fight.

## Rerefons
Sòcia sènior en el seu bufet d'advocats, Diane és una campiona liberal en els temes de gènere i té, per tant, opinions fermes sobre molts assumptes, incloent una aversió extrema a les armes i a la violència (tot i que en un fil de la trama té una relació sentimental amb un expert en balística de tendència política conservadora). Parla un francès fluid i sembla tenir una vida social activa. Entre els seus amants hi ha Kurt McVeigh, un expert en armes de foc i republicà conservador, de qui Diane s'enamora malgrat les seves opinions polítiques contràries i la seva aversió a les armes. Finalment es casen.
Tot i que inicialment és escèptica respecte les habilitats d'Alicia Florrick com a advocada quan s'uneix a l'empresa, Diane esdevé una espècie de mentora per ella. Però ho fa amb una certa distància, i el seu suport sovint ve com un consell críptic que simplement indica a l'Alícia la direcció correcta. Quan creu que algú s'equivoca, mai no dubta a dir-li-ho. Diane es troba sovint en la disjuntiva entre donar suport a l'Alícia o al Cary Agos quan competeixen.

## Seqüela
Baranski va reprendre el seu paper en l'spin-off, The Good Fight, juntament amb Cush Jumbo repetint en el seu paper de Lucca Quinn. A diferència de The Good Wife, després de l'emissió de l'episodi pilot la sèrie s'emetria per la CBS All Access en comptes de la CBS network.
Com en la sèrie mare, Diane és un personatge central de la sèrie, que gira a l'entorn de la fillola i col·lega de Diane, que és la filla d'un amic seu de la universitat que s'ha fet ric en la banca i que té una vida familiar complicada.